# Papa Alexandre I
Papa Alexandre I (em latim: Alexander; Roma, Itália, c. 115) foi o bispo de Roma de c. 105 até sua morte c. 116. O Anuário Pontifício da Santa Sé (2012) o identifica como um romano que governou de 108 ou 109 até 116 ou 119. Alguns acreditam que ele foi martirizado pelo imperador Trajano ou Adriano, mas isto é improvável.

## Vida e lenda
De acordo com o Liber Pontificalis, foi Alexandre I quem inseriu a narração da Última Ceia (o Qui pridie) na celebração católica do Santo Sacrifício da Missa. No entanto, no artigo sobre Santo Alexandre I na Enciclopédia Católica de 1907, Thomas Shahan julga esta tradição como sendo imprecisa. Especialistas tanto católicos quanto não-católicos consideram esta tradição como imprecisa. Isso é visto como um produto da agenda do Liber Pontificalis - esta seção do livro foi provavelmente escrita no final do quinto século - para mostrar um padrão antigo dos primeiros bispos de Roma governando a igreja por decreto papal.
A introdução dos costumes de usar água benta misturada com sal para a purificação de lares cristãos de más influências e de misturar água com o vinho sacramental são atribuídas ao Papa Alexandre I. Algumas fontes consideram estas atribuições improváveis. É, certamente, possível, porém, que Alexandre tivera um papel importante no desenvolvimento das emergentes tradições litúrgicas e administrativas da Igreja de Roma.
Uma tradição posterior afirma que no reinado do Imperador Adriano, Alexandre I converteu o governador romano Hermes por meios milagrosos, juntamente com toda a sua casa com 1 500 almas. São Quirino de Neuss, que era suposto carcereiro de Alexandre, e a filha de Quirino, Santa Balbina, também estavam entre seus convertidos.
Diz-se que Alexandre teve uma visão do menino Jesus. Seus restos mortais parecem ter sido transferidos para Freising, na Baviera, Alemanha, em 834 d.C..

## Suposta identificação com um mártir
Algumas edições do Missal Romano identificam o Papa Alexandre I, o Santo Alexandre, que dão como comemorado, juntamente com Santo Eventius e São Theodulus (que deveriam ser seus sacerdotes), em 3 de maio. Estas edições são posteriores ao Missal Tridentino dO Papa Pio V e anterior à edição de 1962 do Papa João XXIII.
Dos três santos mencionados nada se sabe a não ser seus nomes, juntamente com o fato de que eles foram martirizados e foram enterrados na sétima etapa da Via Nomentana em 3 de Maio de algum ano. Por esta razão, o calendário revisado de João XXIII, como o calendário tridentino, falava de "Santos Alexandre e Eventius e São Theodulus Mártires" com nenhuma sugestão de que qualquer um deles fosse um papa. O Martirológio Romano agora os lista como Eventius, Alexandre e Theodulus, a ordem em que seus nomes são dados em documentos históricos.